# James L. Kemper
James Lawson Kemper, född 11 juni 1823 i Madison County, Virginia, död 7 april 1895 i Orange County, Virginia, var en amerikansk jurist, militär och politiker (demokrat). Han var general i Amerikas konfedererade staters armé i amerikanska inbördeskriget och Virginias guvernör 1874–1878.
Kemper utexaminerades 1842 från Washington College (numera Washington and Lee University). Han studerade sedan juridik och inledde 1846 sin karriär som advokat. Trettio år gammal gifte han sig i juli 1853 med Cremora "Belle" Cave, sexton år gammal dotter till en prominent plantageägare.
Kemper var ledamot av Virginias delegathus 1853–1863; under inbördeskrigets två första år var han talman. I kriget tjänstgjorde Kemper först som överste. Efter slaget vid Seven Pines befordrades han till brigadgeneral.
Kemper efterträdde 1874 Gilbert Carlton Walker som guvernör och efterträddes 1874 av Frederick W.M. Holliday.
Royce D. Applegate spelade Kemper i två filmer, nämligen Gettysburg (1993) och Gods and Generals (2003).